# Chris Hansen
Christopher Edward "Chris" Hansen (sinh ngày 13 tháng 9 năm 1959) là một nhà báo truyền hình Mỹ. Ông nổi tiếng với đóng góp trong Dateline NBC, đặc biệt là qua series To Catch a Predator nói về việc giăng bẫy để bắt giữ những kẻ có ý định lạm dụng tình dục trên Internet. Ông cũng dẫn chương trình Killer Instinct trên kênh Investigation Discovery. Vào tháng 9 năm 2016, ông trở thành dẫn chương trình mới của Crime Watch Daily.

## Tiểu sử
Christopher Edward Hansen sinh ở Chicago, Illinois ngày 13 tháng 8 năm 1959.